# Brückerhof (Lindlar)
Die Ortschaft Brückerhof ist ein Ortsteil der Gemeinde Lindlar, Oberbergischen Kreis im Regierungsbezirk Köln in Nordrhein-Westfalen (Deutschland).

## Lage und Beschreibung
Brückerhof liegt im nordwestlichen Lindlar an der Landesstraße 284 in unmittelbarer Nähe zur Ortschaft Linde-Bruch. Weitere Nachbarorte sind Lingenbach, Kemmerich, Unterbreidenbach und Falkenhof. Durch Brückerhof fließt die Lindlarer Sülz. Südlich der Hofschaft verlief die Trasse der stillgelegten Bahnstrecke Köln-Mülheim–Lindlar (im Volksmund: Sülztalbahn).

## Geschichte
Die genaue Datierung der Entstehung dieser Hofschaft fällt schwer. Es darf jedoch als erwiesen angesehen werden das die Erstbesiedelung im 11. oder 12. Jahrhundert vom Fronhof Lindlar ausgehend erfolgte. Nach den ersten Rodungsarbeiten folgte die Entstehung vereinzelter Höfe, die zum größten Teil heute noch existieren.
Die Topographia Ducatus Montani des Erich Philipp Ploennies, Blatt Amt Steinbach, belegt, dass der Wohnplatz bereits 1715 eine Hofstelle besaß, die als Brücken beschriftet ist. Aus der Charte des Herzogthums Berg des Carl Friedrich von Wiebeking von 1789 geht hervor, dass der Ortsbereich zu dieser Zeit Teil der Honschaft Breidenbach im Unteren Kirchspiel Lindlar im bergischen Amt Steinbach war.
Der Ort ist auf der Topographischen Aufnahme der Rheinlande von 1825 als Brücken verzeichnet. Die Preußische Uraufnahme von 1840 zeigt den Wohnplatz ebenso unter dem Namen Brücken. Ab der Preußischen Neuaufnahme von 1894/96 ist der Ort auf Messtischblättern regelmäßig als Brückerhof oder Brücker Hof verzeichnet.
1822 lebten 18 Menschen im als Haus kategorisierten und Brücke bezeichneten Ort, der nach dem Zusammenbruch der napoleonischen Administration und deren Ablösung zur Bürgermeisterei Lindlar im Kreis Wipperfürth gehörte. Für das Jahr 1830 werden für den als Brücke bezeichneten Ort 18 Einwohner angegeben. Der 1845 laut der Uebersicht des Regierungs-Bezirks Cöln als Hof kategorisierte und Brückerhof bezeichnete Ort besaß zu dieser Zeit ein Wohngebäude mit zehn Einwohnern, alle katholischen Bekenntnisses. Die Gemeinde- und Gutbezirksstatistik der Rheinprovinz führt Brückerhof 1871 mit einem Wohnhaus und zehn Einwohnern auf.
Im Gemeindelexikon für die Provinz Rheinland von 1888 werden für Brückerhof ein Wohnhaus mit fünf Einwohnern angegeben. 1895 besitzt der Ort ein Wohnhaus mit neun Einwohnern und gehörte konfessionell zum katholischen Kirchspiel Linde. 1905 werden ein Wohnhaus und sieben Einwohner angegeben.

## Sehenswürdigkeiten
- Wegekreuze (18. und 19. Jahrhundert)

## Busverbindungen
Haltestelle Linde-Bruch:
- VRS (OVAG) Linie 335 Scheel – Frielingsdorf – Lindlar – Linde – Biesfeld – Bergisch Gladbach
- VRS (KWS) Linie 402 Unterschbach – Hohkeppel – Lindlar – Linde – Kürten Schulzentrum

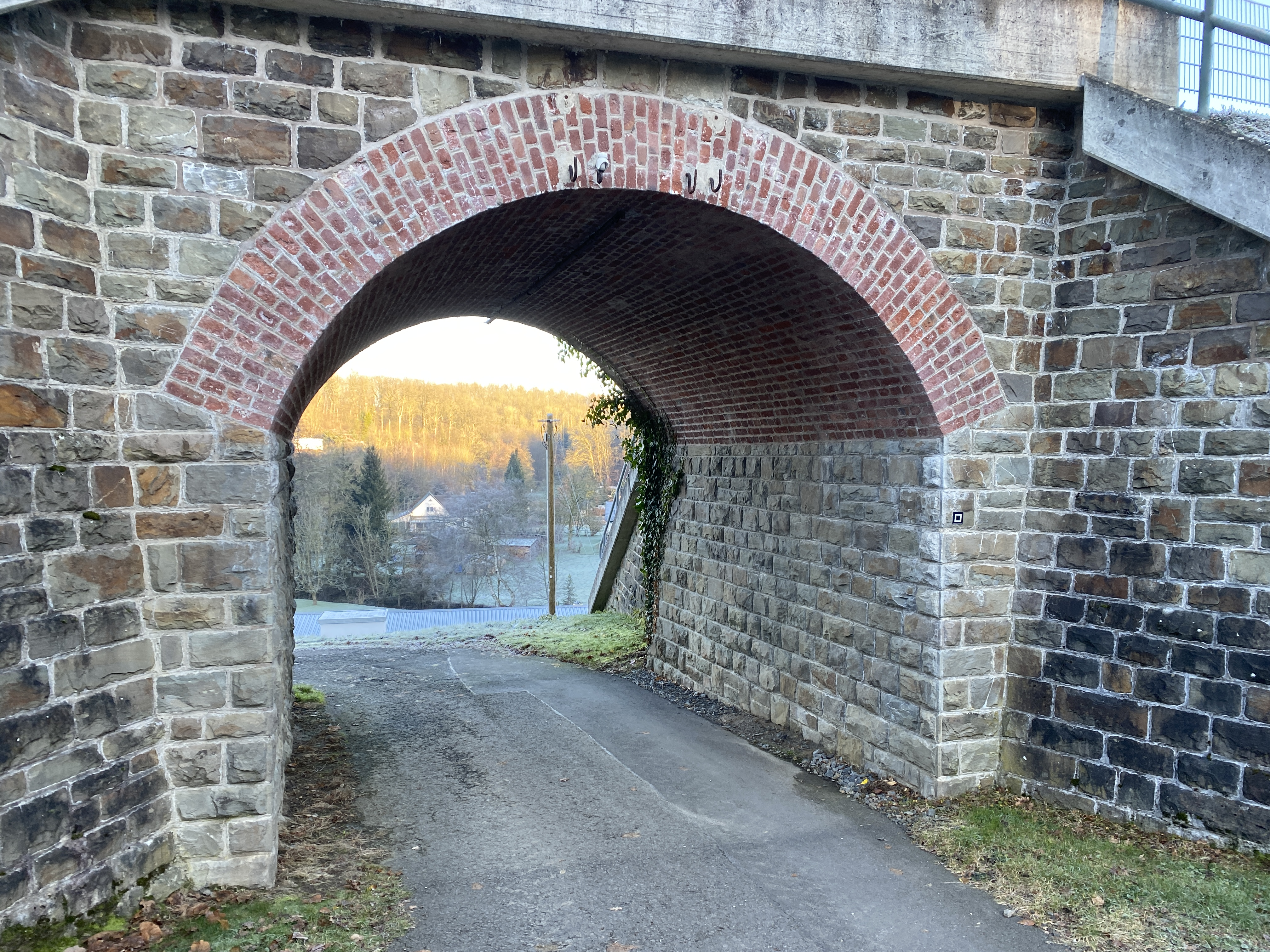
Tunnel der ehem. Sülzbahntrasse am Brückerhof 5
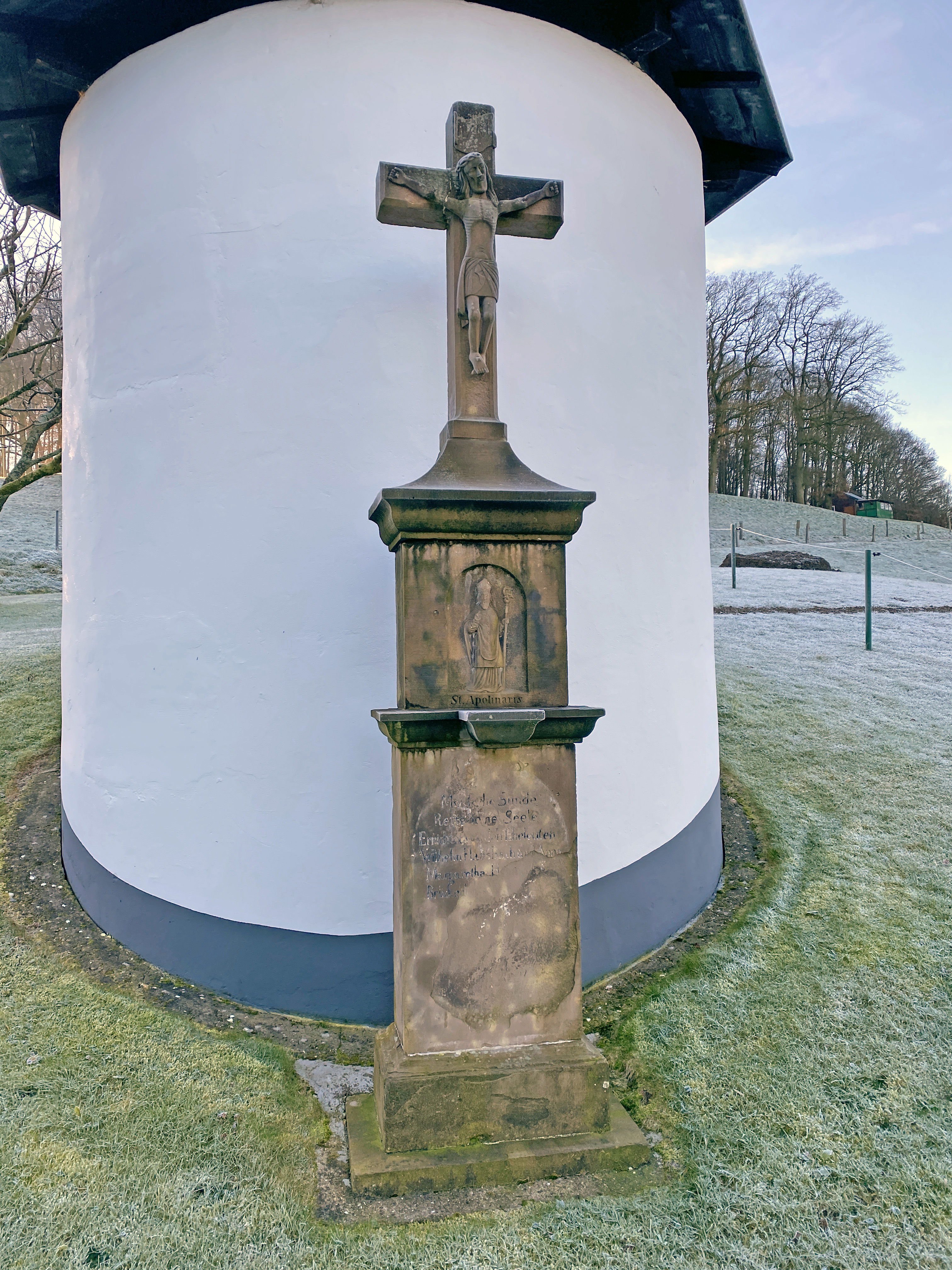
Baudenkmal Wegekreuz Brückerhof 5
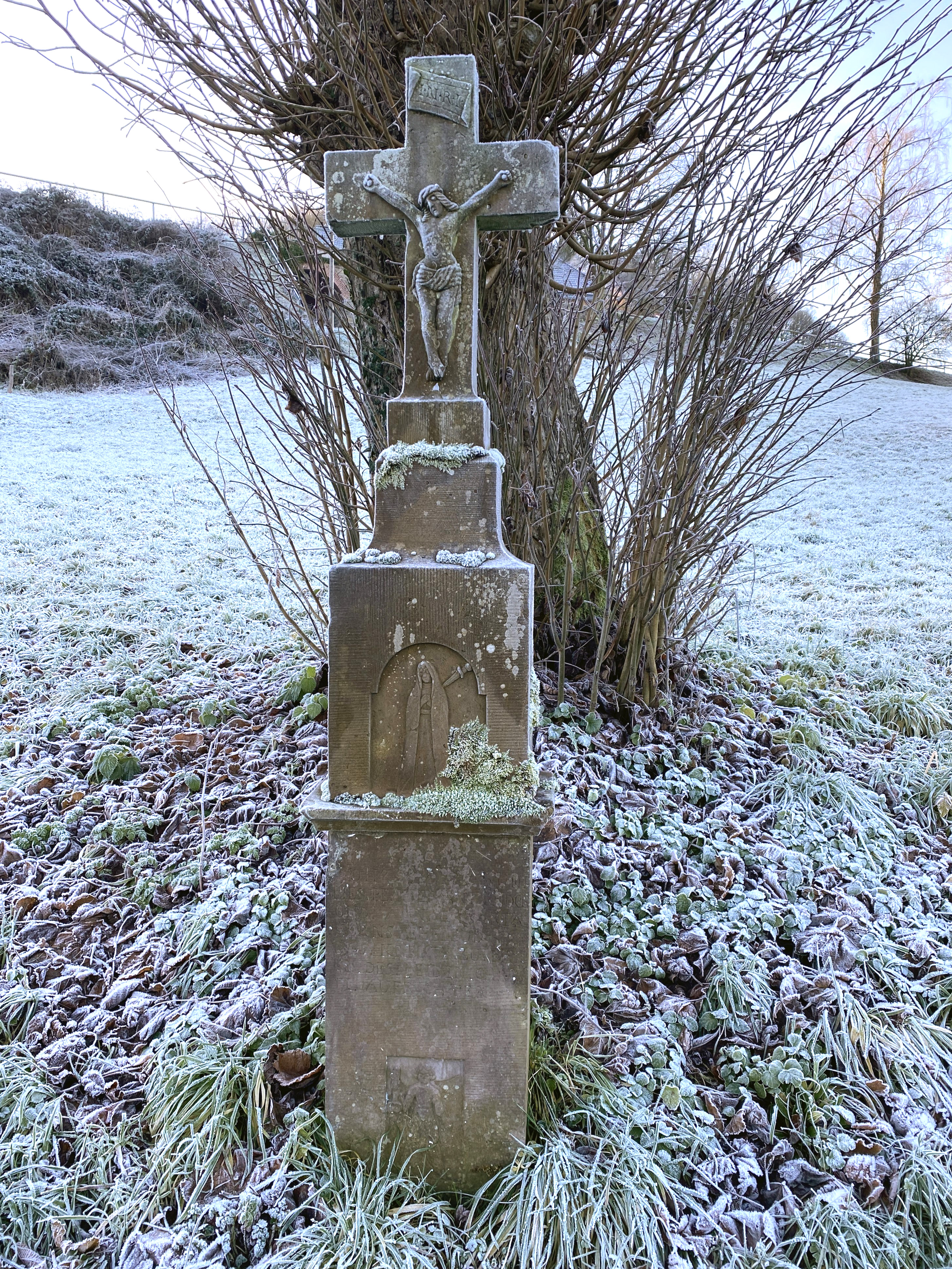
Baudenkmal Wegekreuz am Brückerhof 3
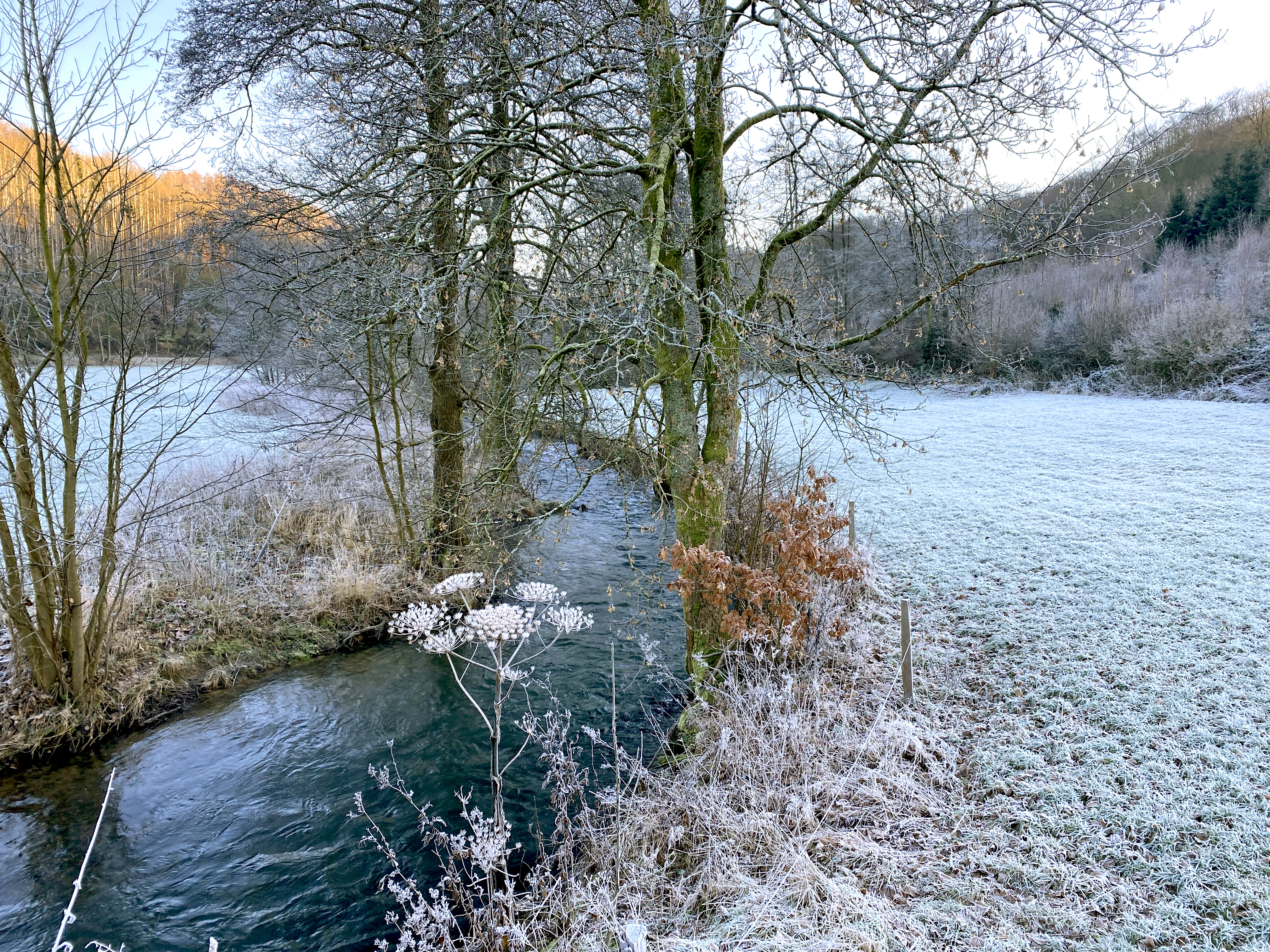
Die Lindlarer Sülz am Brückerhof
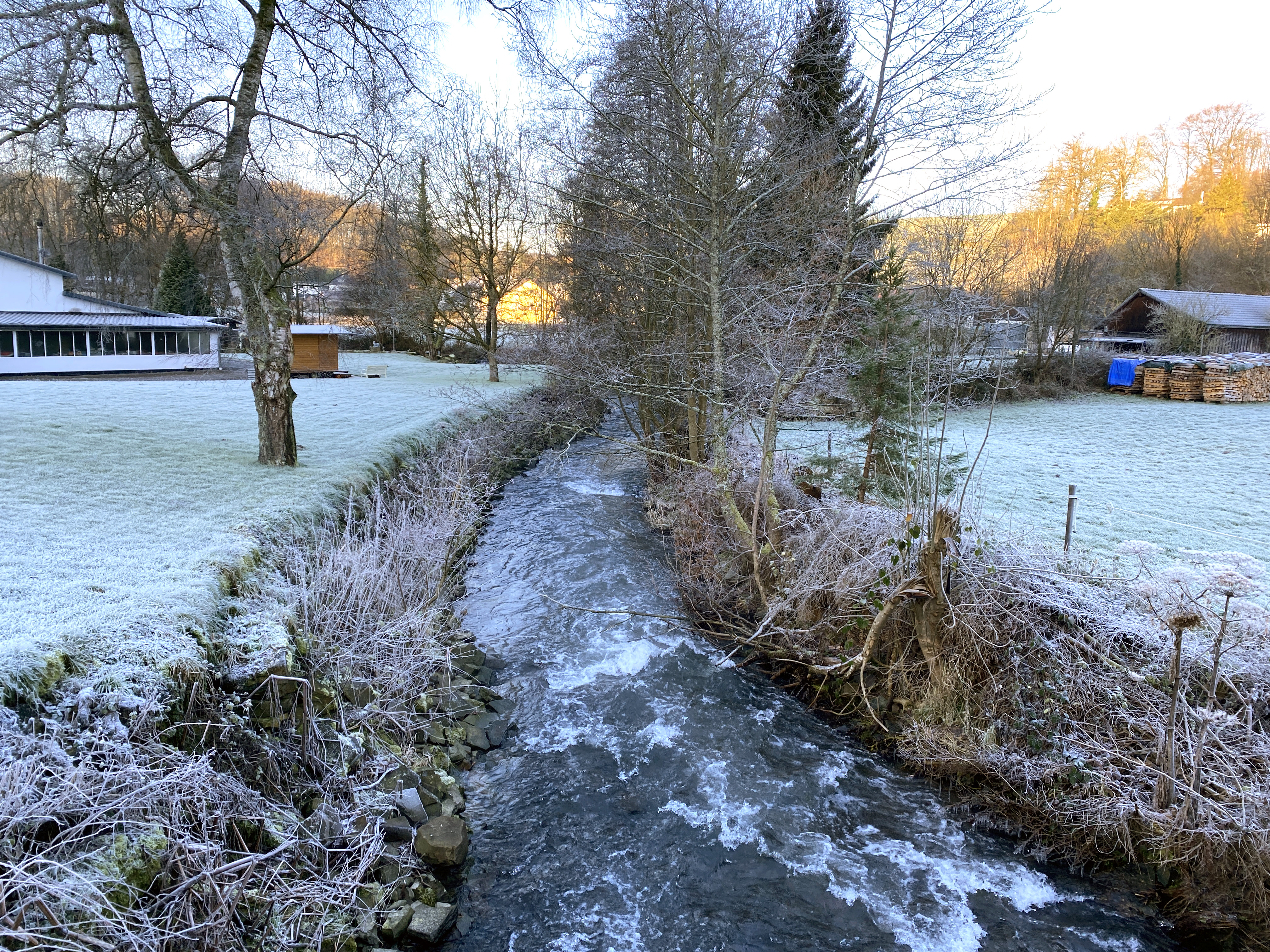
Die Lindlarer Sülz am Brückerhof